# 刘晓晨
刘晓晨（1950年7月—），河北衡水人，中华人民共和国官员、第十二届全国人民代表大会北京地区代表，北京市委党校经济管理专业毕业，1973年8月成为中国共产党党员。
1968年8月，18岁的刘晓晨参加工作。早年他曾在房山县南窑粮站当售货员。后来他调入北京市粮食局计划处任干部，此后历任北京市政府财贸办公室业务一处干部、副处长，北京市商业委员会一处副处长，北京市商业委员会办公室主任，东城区副区长，中共东城区委副书记、代区长、区长，东城区委副书记、区长、王府井地区开发建设办公室党组书记、主任。2000年8月任朝阳区委书记。此后历任北京市政府常务副秘书长、市政府党组成员、市政府秘书长，市政府办公厅主任、办公厅党组书记。2007年1月，他被选为北京市人大常委会副主任。
2013年，被选为全国人大代表。